# Utho Creusen
Utho C. W. Creusen (* 24. April 1956 in Bad Honnef) ist ein deutscher Sozialpsychologe.

## Leben und Wirken
Neben seiner Honorarprofessur an der Westfälischen Wilhelms-Universität in Münster ist Creusen seit November 2008 Honorarprofessor der Wirtschaftswissenschaftlichen Fakultät der Katholischen Universität Eichstätt/Ingolstadt. Er beschäftigt sich dort mit der Anwendung der Positiven Psychologie in Fragen der Führung, Motivation und Entwicklung von Mitarbeitern in Unternehmen. Außerdem leitet er dort seit Jahren die Summer School zum Thema der Positive Psychology, die in den USA von Martin Seligman gegründet wurde. Daneben ist Creusen Vorsitzender der Jury des Wissenschaftspreises des Europäischen Handelsinstituts.
Führungserfahrung von beinahe 30 Jahren hat Creusen in verschiedenen Vorstands- und Geschäftsführungspositionen in den Handelsunternehmen Obi, Media-Markt und Saturn gesammelt. Er war bis 2009 Aufsichtsrat bei Arcandor und ist derzeit Non-Executive Board Member beim russischen Marktführer im Elektronikhandel M.video sowie seit 2010 bei Dixons Retail plc. Seit 2013 ist Creusen Aufsichtsratsmitglied der Unternehmensgruppe Theo Müller und der Nordsee GmbH.
Am bekanntesten ist Creusen wohl für seine Managementleistung und wissenschaftliche Arbeit auf dem Gebiet des Positive Leadership, einem Führungsmodell, das aus der Positiven Psychologie abgeleitet wurde. Er hat in zahlreichen Unternehmen die drei Elemente der Positiven Psychologie – Flow (Engagement), Sinn (Vision) und Stärkenorientierung (StrengthsFinder) – umgesetzt und wissenschaftlich untersucht und wurde dafür vom Gallup Institut mit dem Leadership Award ausgezeichnet.
Zudem hat er den Zusammenhang dieser Ansätze mit dem Grid-Modell der Organisationsentwicklung herausgearbeitet und erforscht. Er lieferte damit entscheidende Fortschritte für den Aufbau einer positiven Unternehmenskultur.